# OPR-1000
OPR-1000 (Optimum Power Reactor, dřívě Standard Korea Nuclear Power Plant - KSNP) je tlakovodní jaderný reaktor II. generace. Byl vyvinut na základě modelu reaktoru System-80+ od Combustion Engineering. Jedná se o model reaktoru s hrubým výkonem 1050 MW a čistým výkonem, který je odesílán do sítě 1000 MW. Systém je dvousmyčkový, obsahuje tedy dva parogenerátory. Primární i sekundární okruh OPR-1000 je víceméně totožný s nástupným APR1000, jelikož se osvědčil za roky provozu v jihokorejských elektrárnách.
V roce 2005 společnosti KHNP a Doosan Heavy Industries and Construction změnily obchodní název reaktoru, který do té doby měl označení Korea Standard Nuclear Power Plant (KSNP) na OPR-1000 aby mohly vstoupit na asijský trh.

## Historie vývoje a konstrukce

### Počátky
Jižní Korea se stala členem MAAE v roce 1957. O dvacet let později, v roce 1978, byl v jaderné elektrárně Kori dokončen první energetický reaktor v zemi. Po několik dalších let Korea technologie pro jaderné elektrárny dovážela, ale prozatím nebyla schopna vytvořit vlastní projekt reaktoru a stát se nezávislou na okolním světe co se výstavby jaderných elektráren týče.
Vývoj pokročilého energetického reaktoru (AEP) sahá až do vývoje jaderné technologie v 80. letech 20. století. S cílem navrhnout standardizovaný reaktor pro Jižní Koreu a reaktory si sama postavit uzavřel korejský jaderný průmysl v roce 1987 dohodu o transferu technologií se společností Combustion Engineering. Plánovaná doba trvání této smlouvy byla 10 let. Dalším cílem bylo postavit čtyři referenční bloky typu Combustion Engineering System-80 po dvou blocích v elektrárnách Hanbit a Hanul (bloky č. 3 a 4 b obou případech). Zatímco v případě elektrárny Hanbit jde vyloženě o referenční projekty (původně dokonce projektově označované jako System-80 a nikoliv KSNP), bloky Hanul 3 a 4 byly již vybudované Jižní Koreou a obsahují některé úpravy oproti standardnímu System-80+. Cílem reaktorů bylo úspěšně dokončit transfer technologie ze Spojených států do Koreji.
V roce 1990 Jižní Korea oznámila rozsáhlý program rozšíření jaderných elektráren s cílem dosáhnout po roce 2000 40% podílu jaderné energie na výrobě elektřiny. Tento program vychází ze zprávy s názvem „The outlook and developmental strategy of nuclear energy for the early 21st century in Korea“, kterou vypracovalo 50 odborníků pod dohledem Institutu pro energetická studia na Univerzitě Ajou. Zpráva v minulosti kritizovala jihokorejský jaderný program za selhání, a to především proto, že používal řadu různých modelů reaktorů, a proto nedosáhl cíle standardizace prostřednictvím sériové výroby. Snížila také šance Jižní Koreje na to, aby se stala soběstačnou ve výstavbě reaktorů. Transfer technologií v oblasti spalovacího inženýrství však tuto situaci změnil a zpráva doporučila, aby budoucí projekty jaderných elektráren stavěli místní hlavní dodavatelé. V případě jaderných technologií by zahraniční společnosti měly zpočátku působit jako sekundární dodavatelé s cílem, aby si Korea tyto dovednosti v dlouhodobém horizontu sama osvojila. Zpráva proto v první fázi navrhovala výstavbu nejméně šesti dalších reaktorů KSNP (OPR-1000) a také malou sérii CANDU-6 pro úplné rozšíření jaderné elektrárny Wolsong.
Ve druhé fázi by Jižní Korea měla zahájit vývoj vlastního jaderného reaktoru, který by byl navržen na základě tlakovodního reaktoru. Cílem bylo vytvořit cestu pro jaderný palivový cyklus s lehkovodními a těžkovodními reaktory. Na základě zprávy se jihokorejská vláda v roce 1990 rozhodla vyvinout vlastní standardní reaktor, aby snížila stavební náklady a maximalizovala výkon elektrárny a splnila požadavky jihokorejského trhu. Tento reaktor byl později známý jako APR1400.

#### Licenční a vlastnické vztahy
V roce 1997 měla vypršet licenční smlouva o transferu technologie System-80+ od Combustion Engineering (v té době CE patřila pod společnost ABB - ABB-CE) podepsaná v roce 1987. Společnosti Doosan Heavy Industries and Construction, Korea Power Engineering Company a ABB-CE následně zahájily jednání o jejím prodloužení. V rámci toho proběhla jednání o zajištění doplňkových práv k návrhu korejského reaktoru nové generace pro Jižní Koreu. Jižní Korea se sice pokusila plně získat licenční práva k návrhu, ale ABB-CE to odmítla. ABB-CE odmítá myšlenku tvrzení, že technologie využitá v OPR-1000 (KSNP), ke které se Korea snažila získat vlastnická práva, nepochází ze Spojených států. Analytici se obávali, že by Korea Heavy Industries and Construction a Korea Power Engineering Company mohly následovat příkladu společnosti Framatome a prohlásit se za nezávislé na technologii původního poskytovatele licence. V roce 1977 společnost Framatome ukončila licenční smlouvu se společností Westinghouse zaplacením vysoké kompenzace, prokázáním vlastních inženýrských schopností a vývojem vlastních nezávislých softwarových a kódových standardů. Jižní Korea však v té době takové ambice ani finanční prostředky neměla. Ústupky týkající se doplňkových práv však poskytly určitou míru dodatečné svobody. V roce 1997 společnost ABB-CE prodloužila dohodu se svými jihokorejskými partnery o dalších 10 let, ale jednalo se pouze o licenční smlouvu na užívání již převedené technologie. Převod dalších technologií byl proto vyloučen. Mezitím, v roce 2000, ABB-CE získala společnost Westinghouse. Licence vypršela v roce 2007 a byla nahrazena dohodou o obchodní spolupráci mezi společnostmi Westinghouse, Korea Electric Power Corporation a Korea Hydro & Nuclear Power. Důvodem je, že některé produkty převedené do Jižní Koreje stále mají licence, které nemají datum vypršení platnosti, což znamená, že společnost Westinghouse považuje pokročilý energetický reaktor za produkt licencovaný společností Westinghouse, a proto podléhá vývozním předpisům Spojených států.
To, že se Combustion Engineering dostal do rukou společnosti ABB a později se stal součástí Westinghouse byl mimo jiné důvod, proč v roce 2024 společnost napadla společnost KHNP, jakožto vítěze mezinárodního výběrového řízení pro výstavbu čtyř bloků v Česku. APR1000 zvolený pro výstavbu těchto bloků je přímým nástupcem OPR-1000, který Westinghouse považuje za svou technologii, kterou koupil.

### Základní charakteristika
OPR-1000 je tlakovodní lehkovodní jaderný reaktor založený na modelu reaktoru System-80. Díky výkonu okolo 1000 MW se řadí do skupiny velkých reaktorů.

#### Primární okruh
Systém primárního okruhu se skládá z dvou vertikálních parogenerátorů (na rozdíl od VVER, který používá horizontální). Z toho vyplývá, že OPR-1000 je reaktor s dvojokruhovým uspořádáním. Každý z těchto okruhů má dvě teplé odvody chladiva a čtyři studené přívody chladiva (legs). Označení primárního okruhu tedy je 2×4. Tlaková nádoba reaktoru obsahuje šest otvorů primárního okruhu, dva pro odvod ohřátého chladiva a čtyři pro přívod studeného chladiva. Nádoba reaktoru je instalována vertikálně, je válcového tvaru s vypuklým dnem, uvnitř které je aktivní zóna a vnitřní vestavby reaktoru. Shora je hermeticky uzavřena víkem reaktoru, upevněným závrtnými šrouby. Na víku reaktoru horní blok s elektronikou, měřicími a řídicími přístroji.

#### Tlaková nádoba a aktivní zóna
Tlaková nádoba reaktoru pracuje za velmi tvrdých podmínek. Musí odolat vysokému tlaku, teplotě a rychlému proudění chladiva a intenzivnímu ionizujícímu záření. Ocel použitá pro její výrobu je označována ASME SA508. Výška aktivní zóny, která se nachází v tlakové nádobě činí 3180 milimetrů a její průměr je 3124 mm. V aktivní zóně se nachází 177 palivových sestav a z těchto 177 je součástí 104 elementů schopných regulovat neutronový výkon.

#### Sekundární okruh
Sekundárním okruhem reaktoru OPR-1000 proudí pára o tlaku 6,9 MPa a teplotě 294,4 °C. Průtok páry dosahuje až 1580 kilogramů za sekundu. Ta pohání turbínu, která je na stejné hřídelí s generátorem. Jeho poháněním na 1800 ot./min. do elektrické rozvodné sítě dodává okolo 1000 MW čistého výkonu. Vlastní spotřeba bloku se pohybuje okolo 50 MW. Součástí turbíny jsou tři nízkotlaké části a jedna vysokotlaká část. Výstupní napětí generátoru je 22 kV.

### Parametry podrobně
|                         | OPR-1000 – Generace II |                                                     |                        |                        |                  |                          |                |
| Elektrárna              | Elektrárna             | Reaktor                                             | Reaktor                | Primární okruh         | Primární okruh   | Turbogenerátor           | Turbogenerátor |
| Výkon (hrubý):          | 1050 MW                | Výkon (tepelný):                                    | 2815 MW                | Smyčky:                | 2                | Počet                    | 1              |
| Výkon (čistý):          | 1000 MW                | Vstupní teplota:                                    | 296 °C                 | Provozní tlak:         | 15,5 MPa         | Vysokotlaké části:       | 1              |
| Vlastní spotřeba bloku: | 50 MW                  | Výstupní teplota:                                   | 327,3 °C               | Průtok oběh. čerpadly: | -                | Nízkotlaké části:        | 3              |
| Účinnost:               | 37 %                   | Výška aktivní zóny:                                 | 3180 mm                | Výkon čerpadel:        | -                | Sestava turbogenerátoru: | -              |
| Příčné zrychlení:       | 0,30 g                 | Průměr aktivní zóny:                                | 3124 mm                | Plocha výměníku:       | -                | Otáčky:                  | 1800 ot./min   |
| Kontejnment             | Kontejnment            | Vyhoření:                                           | 54,1 GWd/t             | Sekundární okruh       | Sekundární okruh | Generátor                | Generátor      |
| Vrstvy:                 | 1                      | - 73 paliv. článků - 104 článků s ovládacími tyčemi |                        | Provozní tlak:         | 6,9 MPa          | Počet:                   | 1              |
| Druh vnější ochrany:    | Kontejnment            | - 73 paliv. článků - 104 článků s ovládacími tyčemi | Teplota napájecí vody: | 232,2 °C               | Přípustný výkon: | -                        |                |
| Max. tlak:              | 0,39 MPa               | - 73 paliv. článků - 104 článků s ovládacími tyčemi | Teplota páry:          | 294,4 °C               | Efektivní výkon: | -                        |                |
| Tloušťka:               | -                      | - 73 paliv. článků - 104 článků s ovládacími tyčemi | Průtok páry:           | 1580 kg/s              | Pracovní napětí: | 22 kV                    |                |

### Vývoz OPR-1000
Když v roce 1985 Combustion Engineering udělil první povolení pro transfer technologie do Koreji, nezakázal Koreji export reaktorů do zahraničí. V roce 1994 to vedlo k tomu, že Jižní Korea chtěla vyvézt dva reaktory OPR-1000 do Severní Koreje pro projekt KEDO, kdy se Severní Korea měla vzdát vývoje jaderných zbraní výměnou za to, že zdarma získá jadernou elektrárnu. Americká vláda to odmítla jako nepraktické, protože by to vyžadovalo technologie ze Spojených států. Smluvní podmínky, které společnost ABB-CE vyjednala s Korejským výzkumným ústavem pro atomovou energii, však vývoz zcela umožňovaly, částečně proto, že vývoz jaderných elektráren do Severní Koreje nepodléhal americkým sankcím. Vývoz se nakonec ukázal pro Spojené státy jako něco, čemu nedokážou efektivně bránit a byl nakonec tolerován za dodatečných politických podmínek.

### Další vývoj
Reaktor OPR-1000 se stal základem pro projekty APR1000 a APR1400, který začal být vyvíjen v roce 1992 pod názven KNGR (Korean Next Generation Reactor Project). Vedlejší vývojová větev APR1400 také vedla k neúspěšnému reaktoru PWR-2000 s výkonem 2000 MW a CP-1300. Nejnovější vývoj APR+ je hotový a připraven k výstavbě v domovské Jižní Koreji.

## Kompletní seznam všech OPR-1000
| Název          | Typ reaktoru | Zahájení stavby | Připojení k síti | Stav, dodatečné informace    | Čistý výkon (MW) | Hrubý výkon (MW) |
| -------------- | ------------ | --------------- | ---------------- | ---------------------------- | ---------------- | ---------------- |
| Hanbit-3       | OPR-1000     | 1989            | 1994             | v provozu                    | 983              | 1041             |
| Hanbit-4       | OPR-1000     | 1990            | 1995             | v provozu                    | 961              | 1041             |
| Hanbit-5       | OPR-1000     | 1997            | 2001             | v provozu                    | 974              | 1051             |
| Hanbit-6       | OPR-1000     | 1997            | 2002             | v provozu                    | 978              | 1053             |
| Hanul-3        | OPR-1000     | 1993            | 1998             | v provozu                    | 991              | 1051             |
| Hanul-4        | OPR-1000     | 1993            | 1998             | v provozu                    | 994              | 1052             |
| Hanul-5        | OPR-1000     | 1999            | 2003             | v provozu                    | 989              | 1049             |
| Hanul-6        | OPR-1000     | 2000            | 2005             | v provozu                    | 987              | 1049             |
| Kumho-1        | OPR-1000     | 2002            | -                | výstavba zrušena v roce 2003 | -                | 1042             |
| Kumho-2        | OPR-1000     | 2002            | -                | výstavba zrušena v roce 2003 | -                | 1042             |
| Shin-Kori-1    | OPR-1000     | 2006            | 2011             | v provozu                    | 986              | 1048             |
| Shin-Kori-2    | OPR-1000     | 2007            | 2012             | v provozu                    | 982              | 1047             |
| Shin-Wolsong-1 | OPR-1000     | 2007            | 2012             | v provozu                    | 980              | 1048             |
| Shin-Wolsong-2 | OPR-1000     | 2008            | 2015             | v provozu                    | 976              | 1048             |

| Legenda: | v provozu | uzavřena | ve výstavbě | výstavba zrušena |